# Hrvatski malonogometni kup – regija Zapad 2011./12.
Malonogometni kup regije Zapad je jedan od četiri kvalifikacijska regionalna kupa za Hrvatski malonogometni kup za sezonu 2011./12., igran na području zapadne Hrvatske. Kup je osvojio klub "Kastav". 

## Sustav natjecanja
Kup se igra jednostrukim kup-sustavom krajem 2010. godine. U natjecanju sudjeluju futsal klubovi iz 2. HMNL - Zapad i 1. HMNL koji nemaju osiguran plasman u Hrvatski malonogometni kup, te pobjednici županijskih kupova s ovog područja. Pobjednik stječe pravo nastupa u Hrvatskom kupu za 2011./12. 

## Rezultati

### Četvrtzavršnica
| datum             | par                            | rez. | napomene, izvještaji |
| ----------------- | ------------------------------ | ---- | -------------------- |
| 3. prosinca 2011. | Otočac - Argonauti Mali Lošinj | 1:4  |                      |
| 7. prosinca 2011. | Kastav - Lošinj (Mali Lošinj)  | 10:4 |                      |
| 8. prosinca 2011. | Gorovo Opatija - Albona Labin  | 5:14 |                      |

### Poluzavršnica
| datum              | par                                   | rez.           | napomene, izvještaji                        |
| ------------------ | ------------------------------------- | -------------- | ------------------------------------------- |
|                    | Grobnik Čavle - Argonauti Mali Lošinj | 17:8           |                                             |
| 11. prosinca 2011. | Albona Labin - Kastav                 | 5:6 p.p. (3:3) | "Kastav" prošao boljim izvođenjem šesteraca |

### Završnica
| datum              | par                    | rez. | napomene, izvještaji |
| ------------------ | ---------------------- | ---- | -------------------- |
| 27. prosinca 2011. | Grobnik Čavle - Kastav | 6:7  | igrano u Mavrincima  |

## Unutarnje poveznice
- Hrvatski malonogometni kup
- Hrvatski malonogometni kup 2011./12.
- Druga hrvatska malonogometna liga 2011./12.

## Vanjske poveznice
- crofutsal.com, Hrvatski malonogometni kup